# Witkraaggierzwaluw
De witkraaggierzwaluw (Streptoprocne zonaris) is een vogel uit de familie Apodidae (gierzwaluwen).

## Verspreiding en leefgebied
Deze soort komt wijdverspreid voor in Zuid-Amerika en telt negen ondersoorten:
- S. z. mexicana: zuidelijk Mexico en Belize.
- S. z. bouchellii: van Nicaragua tot Panama.
- S. z. pallidifrons: Grote- en Kleine Antillen.
- S. z. minor: noordelijk Venezuela en Trinidad.
- S. z. albicincta: zuidelijk Venezuela en de Guiana's.
- S. z. subtropicalis: Colombia, westelijk Venezuela en Peru.
- S. z. altissima: hogere delen van Colombia en Ecuador.
- S. z. kuenzeli: Bolivia en noordwestelijk Argentinië.
- S. z. zonaris: oostelijk Bolivia, Paraguay, zuidelijk Brazilië en noordelijk Argentinië.

## Status
De totale populatie wordt geschat op 5-50 miljoen volwassen vogels. Op de Rode lijst van de IUCN heeft deze soort de status niet bedreigd.